# 高靜芝
高靜芝，GBS，JP，1950-，香港婦女界的活躍人士，曾任婦女事務委員會主席、香港各界婦女聯合協進會理事會副主席及財務匯報局主席；此外，亦擔任嶺南大學校董會副主席及社區投資共享基金委員會副主席等多項公職。

## 簡歷
高靜芝中學就讀於嘉諾撒聖瑪利書院，學生時代喜愛搖滾音樂，曾與苗可秀等4名中學同學組成全港第一隊女子樂隊The Mods，其後擔任許冠傑的樂隊經理人，又曾任披頭四香港歌迷會主席。
1970年，高靜芝畢業於香港中文大學聯合書院工商管理學系。此前曾於1968年參與香港專上學生聯會舉辦的第3屆戲劇節。
畢業後加入觀塘國民漆廠，當總經理行政助理，負責生產、廣告、銷售、財務等多方面工作。兩年後，國民漆廠成立人事部，她便由行政助理升級至人事部經理。高在國民漆廠前後工作共五年，後曾任職地下鐵路公司人事部經理、香港電話有限公司人事部經理和香港機場管理局人力資源總監負責建立機構的組織架構和團隊，以設計、建造及營運新機場。
高靜芝於1999年在機管局退休後，多年來熱心參與公共和社會服務。自2001年起便出任婦女事務委員會委員，更在2006年1月15日起獲委任為該會主席，2012年1月退任。此外，高亦擔任多個政府公職，先後獲政府委任為社區投資共享基金委員會副主席、嶺南大學校董會及諮議會成員、策略發展委員會社會發展及生活質素委員、香港會計師公會理事會業外成員及財務匯報局主席等。
2012年10月，政府委任高靜芝出任中央政策組全職顧問，負責處理人才儲備及公共政策。以往各政策局會主導委任諮詢及法定組織成員的工作，但特首梁振英卻下令政府往後在委任公職前，須先通知高靜芝，新政策引來「架空」政策局局長的批評。
2017年政府換屆，高靜芝離開政府後於同年11至12月，出任大灣區香港中心有限公司，及「一帶一路」國際合作香港中心有限公司董事，及一舖清唱有限公司董事。

## 個人榮譽
- 2003年8月29日，獲特區政府委任為太平紳士[12]。
- 2006年10月17日，獲嶺南大學頒授榮譽院士銜[13]。
- 2009年7月1日，獲特區政府頒授予銀紫荊星章，以表揚她對促進本港婦女權益和積極推動社會資本發展的貢獻[14]。
- 2017年6月30日，獲特區政府頒授予金紫荊星章[15]。

## 家庭
高靜芝在六名兄弟姊妹中，排行第四。
與盧氏丈夫育有兩名女兒。兩名女兒都在美國麻省理工大學讀書。